# 金森正樹
金森 正樹（かなもり まさき）は、日本の財務官僚。

## 人物・経歴
宮城県出身。1986年名古屋大学法学部卒業、大蔵省東北財務局入局。東日本大震災事業者再生支援機構執行役員、関東財務局理財部長等を経て、2019年国家公務員共済組合連合会総務部長。2020年中国財務局長。

## 略歴
- 1986年4月：大蔵省入省（東北財務局）。
- 2005年7月：東北財務局理財部金融監督官。
- 2007年7月：金融庁監督局総務課協同組織金融調整官。
- 2009年7月：関東財務局理財部金融監督官。
- 2011年7月：財務省大臣官房地方課業務調整室長。
- 2014年2月：退官、東日本大震災事業者再生支援機構執行役員総務部長。
- 2015年7月：関東財務局理財部長。
- 2018年7月：財務省理財局管理課長。
- 2019年7月：退官、国家公務員共済組合連合会総務部長。
- 2020年7月：中国財務局長。
- 2021年7月：財務省大臣官房付、退官。
- 2021年9月：飯能信用金庫執行役員監査部長[3]。
- 2022年6月：飯能信用金庫常務理事[4]。